# 如果能再愛一次
《如果能再愛一次》（英語：If Only，亦譯為《愛再來一次》）是一部2004年的美國奇幻愛情電影，由吉爾·楊格執導，珍妮佛·樂芙·休伊、保羅·尼科爾斯主演。

## 劇情
伊恩（保羅·尼科爾斯 飾）與女友莎曼塔（珍妮佛·樂芙·休伊 飾）像任何一對平凡的情侶一樣，每天忙著自己的生活，很少時間獨處。一次爭吵過後，前來道歉的伊恩猶豫著要不要上計程車，因為這份猶豫女友選擇離開，沒多久在依恩眼前看著計程車被從巷子衝出的車子攔腰撞上，女友香消玉隕。
悲痛萬分的伊恩在次日清晨醒來發現又回到了前一天早晨，莎曼塔安然無恙，令尚未清醒的依恩驚嚇萬分，原來前面發生的都是一場夢。接下來的日子按照夢中劇情相似的再度發生，伊恩不敢想像夢境成為事實，他放下一切工作，與女友莎曼塔登山、散步、彼此傾訴，愛意纏綿。
到了那個決定性的夜晚，那輛奪命的計程車上，他這次選擇了上車，並且在致命的一擊來到之時，俯身保護她。
如果再來一次，他會用生命來愛她。

## 簡介
該片於2002年11月開拍，2003年1月完成拍攝。2004年1月於薩拉索塔電影節進行全球首演。但它並未在美國市場發行，2004年年底至2005年期間一直在海外市場發行。直至2006年1月15日美國ABC家庭電視網播出該劇，美國觀眾終於有機會觀賞到這部影片。2009年7月28日該片在英國Hallmark Channel頻道中播出。

## 插曲
女主角珍妮佛·樂芙·休伊為本片創作并演唱了兩首插曲，分別是《愛將表達一切》（Love Will Show You Everything）和《把心收回》（Take My Heart Back）。

## 外部連結
- If Only | American romantic drama movie (Official Site)
- 互联网电影数据库（IMDb）上《如果能再愛一次》的资料（英文）